# Acis and Galatea

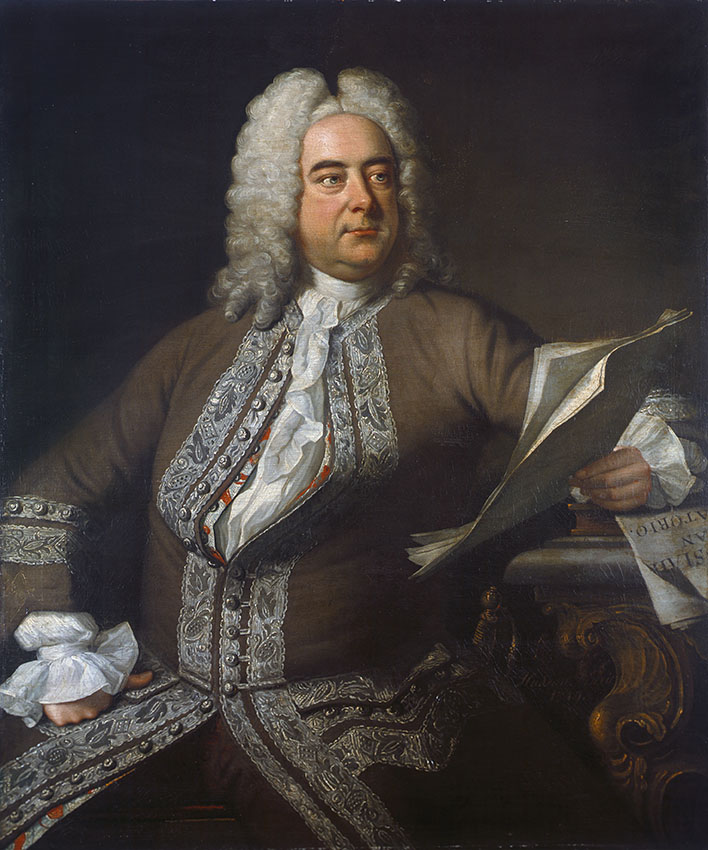
Georg Friedrich Händel.

Acis and Galatea (HWV 49) är ett musikaliskt verk av Georg Friedrich Händel med text av John Gay. Verket har ibland beskrivits som en serenata, en masque, en pastoral eller pastoral opera, en "liten opera" (i ett brev från tonsättaren medan han arbetade med den) och till och med, felaktigt, ett oratorium. Verket var från början tänkt som ett maskspel i en akt då det hade premiär 1718. Händel gjorde senare om det till en "serenata" i tre akter för den italienska operatrupp han hade i London 1732 och infogade då ett antal sånger som interfolierades med originalets engelska. Han gjorde senare om verket till en opera i två akter 1739.

## Historia

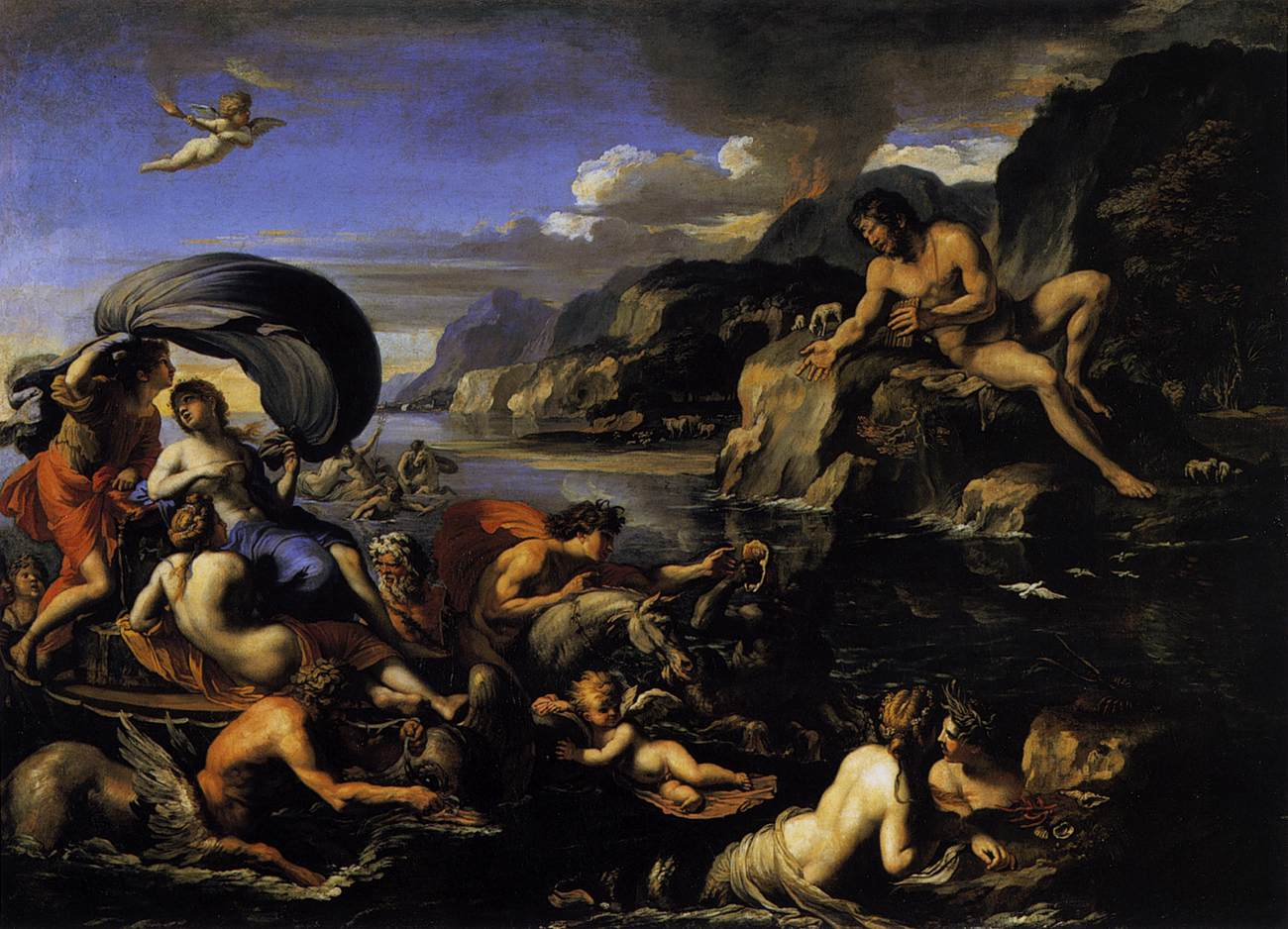
Acis, Galatea och Polyfemos av François Perrier.

Händel komponerade sin opera medan han bodde hos James Brydges, 1:e hertig av Chandos. Det engelska hovets traditionella maskspel bestod av talad dialog, sånger och danser, och blev till en sällskapslek med maskerade aktörer. Acis and Galatea skiljer sig inte så mycket från den italienska operan genom genrens kriterier, utan snarare genom att den har en engelsk text. Det här maskspelet blev fröet till Händels senare oratorier. Kören består av solister och har en viktigare roll än i någon av Händels andra operor. Sorgekören ("Mourn, all ye muses! weep, all ye swains!") i början erinrar om de grekiska tragedierna och förebådar Glucks operareform.
Musiken avslöjar i hur hög grad Händel har låtit sig påverkas av Purcells opera Dido och Aeneas. Detta visar sig i den utomordentligt viktiga roll som kören har och snarlikheterna mellan Galateas sorgaria ("Must I my Acis still bemoan") och Didos klagan.

### Svenska versionen
Operan uppfördes för första gången i Sverige 19 januari 1734 på Riddarhuset i Stockholm under titeln Pastoral eller Herda-Qwäde. Operan uppfördes sedan den 10 maj 1773 på Stora Bollhuset i Stockholm. Till den svenska versionen skrevs librettot av Lars Lalin och en del nya musikstycken komponerades Henrik Philip Johnsen. Koreografin till baletten gjordes av Louis Gallodier. Operan framfördes 9 gånger mellan 1773 och 1780.

## Roller
| Roll                           | Röstläge                           | Rollbesättning vid premiären 1718 (Dirigent: troligen Händel) | Svensk premiärbesättning den 10 maj 1773 (Dirigent: Francesco Antonio Uttini )                                                                        |
| ------------------------------ | ---------------------------------- | ------------------------------------------------------------- | --- |
| Galatea, nymf                  | sopran                             | okänd, tänkbar sångare är Margherita de L'Epine               | Elisabeth Olin |
| Acis, fåraherde                | tenor                              |                                                               | Carl Stenborg |
| Damon, hans vän och färdkamrat | tenor (gossopran i versionen 1718) |                                                               | Anders Nordén |
| Polyphemus, cyklop             | bas                                |                                                               | Hans Björkman |
| Coridon, fåraherde             | sopran (i några av versionerna)    |                                                               | Hedvig Wigert |
| Neptun                         |                                    |                                                               | Nils Magnus Annerstedt |
| Mirtil                         |                                    |                                                               | Johan Filip Lising |
| Danssolister                   | -                                  |                                                               | Louis Gallodier, Elisabeth Soligny, Charlotte Slottsberg, Magdalena Lundblad, Sabina Schubart, Carlo Uttini, Åkerberg, Varklin och Diderot den äldre. |

## Handling
Acis och Galatea är varandra mycket tillgivna. Polyphemus vill med våld tilltvinga sig Galateas kärlek. Acis strider med cyklopen, men besegras. Naturen, människorna och gudarna sörjer fåraherden, som förvandlas till en källa.
Sagan om Galatea i den grekiska mytologin har utgjort underlag till operans handling.